# Gaja (żeglarstwo)
Gaja – element olinowania ruchomego. Lina służąca do zmiany położenia w płaszczyźnie poziomej drzewc takich jak gafel lub bom. Jej pełne nazewnictwo pochodzi od połączenia z nazwą elementu, którym porusza np. gafelgaja. Występuje również przy innych elementach jak np. żurawiki (szlupgaja).